# Indian Ordnance Factories
Les Indian Ordnance Factories, Ordnance Factories Organisation ou arsenaux et usines militaires indiens sont une entreprise publique indienne, regroupant une quarantaine d'usines, destinée à produire les armes légères et lourdes en service dans les Forces armées indiennes.

## Histoire et développement
En 1791, l'Angleterre choisit d'établir une poudrerie à Ichapur pour fournir localement l'Armée britannique des Indes. En 1801, celle-ci devient une manufacture de fusils de guerre. Connue sous le nom d'Ishapore Arsenal puis Ishapore Rifles Factory, elle a produit des fusils (Rifle 1A en .303 et Rifle 2A/2A1 en 7,62 mm), des fusils d'assaut et des mitrailleuses britanniques à partir de 1905. Au cours du XIXe siècle s'ouvrent d'autres établissements dont la cartoucherie de Dum-Dum.

## Sites de production
- Ammunition Factory Khadki (AFK)= Munition  pour armes légères et de petit calibre
- Cordite Factory Aruvankadu (CFA) : poudrerie
- Engine Factory Avadi (EFA) : fabrication de moteurs
- Field Gun Factory Kanpur (FGK): canons et obusiers pour l'artillerie
- Gun Carriage Factory (GCF):
- Grey Iron Foundry (GIF)
- Gun and Shell Factory (GSF)
- Heavy Alloy Penetrator Project (HAPP)
- High Explosive Factory (HEF)
- Heavy Vehicle Factory (HVF)
- Machine Tool Prototype Factory (MPF)
- Metal and Steel Factory (MSF)
- Ordnance Clothing Factory Avadi (OCFAV)
- Ordnance Cable Factory Chandigarh (OCFC)
- Ordnance Clothing Factory Shahjahanpur (OCFS)
- Ordnance Equipment Factory Kanpur (OEFC)
- Ordnance Equipment Factory Hazratpur (OEFHZ)
- Ordnance Factory Ambernath (OFA)
- Ordnance Factory Ambajhari (OFAJ)
- Ordnance Factory Bhandara (OFBA)
- Ordnance Factory Bhusawal (OFBH)
- Ordnance Factory Bolangir (OFBOL)
- Ordnance Factory Kanpur (OFC)
- Ordnance Factory Chandrapur (OFCH)
- Ordnance Factory Dumdum (OFDC)
- Ordnance Factory Dehu Road (OFDR)
- Ordnance Factory Dehradun (OFDUN)
- Ordnance Factory Itarsi (OFI)
- Ordnance Factory Khamaria (OFK)
- Ordnance Factory Katni (OFKAT)
- Ordnance Factory Muradnagar (OFM)
- Ordnance Factory Project Nalanda (OFN)
- Ordnance Factory Project Medak (OFPM)
- Ordnance Factory Tiruchirapalli (OFT)
- Ordnance Factory Varangaon (OFV)
- Opto Electronics Factory (OLF)
- Ordnance Parachute Factory (OPF)
- Rifle Factory Ishapore (RFI)
- Small Arms Factory (SAF) - Kanpur
- Vehicle Factory Jabalpur (VFJ)